# Osornophryne guacamayo
El sapo de guacamayo (Osornophryne guacamayo) es una especie de anfibios de la familia Bufonidae.
Se encuentra en las sierras del sur de Colombia y norte de Ecuador, en altitudes entre 2100 y 3500 m.
Su hábitat natural son los montanos secos.
Está amenazada de extinción debido a la destrucción de su hábitat.